# Linea IND Eighth Avenue
La linea IND Eighth Avenue è una linea, intesa come infrastruttura, della metropolitana di New York, facente parte della Divisione B. La linea collega la zona nord di Manhattan, con capolinea presso la stazione di 207th Street, a Downtown Brooklyn, con capolinea presso la stazione di High Street.
Fu la prima linea dell'Independent Subway System ad essere aperta e, ben presto, i newyorkesi iniziarono ad utilizzare il nome Eighth Avenue Subway per indicare l'intera rete gestita dall'IND. Oggi è gestita dalla New York City Transit Authority.
Questa linea è attualmente utilizzata da cinque linee della metropolitana di New York, che effettuano, su di essa, o un servizio espresso o uno locale:
- la linea A, che effettua un servizio espresso tranne la sera, quando svolge un servizio locale;
- la linea B, che effettua un servizio locale nei soli giorni feriali;
- la linea C, che effettua un servizio locale quando la linea A svolge un servizio espresso;
- la linea D, che effettua un servizio espresso;
- la linea E, che effettua un servizio locale.

## Storia

### I primi progetti e la costruzione
A inizio marzo 1918, subito dopo l'apertura del prolungamento della linea BMT Broadway verso Times Square, iniziarono ad essere presi in considerazione diversi progetti per prolungare tale linea verso l'Upper West Side e Washington Heights, al di sotto della Eighth Avenue. Il 3 agosto 1923, la New York City Board of Estimate approvò la realizzazione della linea Washington Heights, un'estensione della linea BMT Broadway verso Washington Heights. Tale linea avrebbe avuto quattro binari dalla 64th Street alla 173rd Street e poi due fino alla 193rd Street, passando durante il suo percorso sotto Central Park West, Eighth Avenue, Saint Nicholas Avenue e Fort Washington Avenue. A sud della 64th Street, due binari si sarebbero congiunti con la linea BMT Broadway prima della stazione di 57th Street, mentre gli altri due avrebbero continuato fino alla 30th Street, attestandosi in prossimità di Penn Station.
Tuttavia, l'allora sindaco di New York John Hylan voleva costruire un sistema metropolitano indipendente, gestito dalla città. Il 9 dicembre 1924, il New York City Department of Transportation approvò la realizzazione di diverse linee a Manhattan, una delle quali sotto la Eighth Avenue. La parte a nord della 64th Street della già approvata linea Washington Heights venne, quindi, inclusa, con alcune modifiche:
- un prolungamento ulteriore dalla 193rd Street alla 207th Street;
- la realizzazione, a sud della 64th Street, di una linea con quattro binari sotto Eighth Avenue, Greenwich Avenue e Church Street. Due binari avrebbero poi voltato verso est sotto Fulton Street o Wall Street, avrebbero attraversato l'East River e sarebbero arrivati fino a Downtown Brooklyn.[4]

Il 14 marzo 1925 avvenne, tra Saint Nicholas Avenue e 123rd Street, la posa della prima pietra, che sancì l'inizio dei lavori di costruzione della linea; lavori che sarebbero durati sette anni e mezzo.

### L'inaugurazione e i primi decenni del Novecento
Dopo la mezzanotte del 10 settembre 1932, gran parte della linea, da Chambers Street a 207th Street, venne aperta la pubblico, dopo tre giorni di test con i treni vuoti. All'epoca, la linea era utilizzata dalle linee A e AA della metropolitana di New York. Il 1º febbraio 1933 venne aperta la restante tratta verso Brooklyn, comprendente il tunnel Cranberry Street, ma senza la stazione di High Street, aperta il 24 giugno dello stesso anno. Il 1º luglio 1933, con l'apertura della linea IND Concourse, la linea iniziò ad essere utilizzata anche dalla linea C e CC, e il 19 agosto, con l'apertura della linea IND Queens Boulevard, dalla linea E.
Il 15 dicembre 1940, con l'apertura della linea IND Sixth Avenue, il servizio sulla linea ha subito diverse modifiche:
- la linea AA ritornò ad effettuare un servizio locale;
- la nuova linea BB iniziò ad utilizzare, nelle ore di punta, a nord di Columbus Circle, la linea IND Eighth Avenue, a sud si tale stazione, utilizzava, invece, la nuova linea IND Sixth Avenue;
- la linea C iniziò ad effettuare un servizio espresso e venne sostituita, nel servizio locale, dalla nuova linea D;
- la linea CC iniziò ad effettuare il servizio locale solo nelle ore di punta.[10]

### Il progetto mai realizzato della linea IND Worth Street
Nell'ambito del progetto di espansione della rete del 1929-1939, venne prevista la realizzazione di una nuova linea, che avrebbe funto da diramazione della linea IND Eighth Avenue. Tale linea, denominata IND Worth Street, sarebbe iniziata a sud della stazione di Canal Street, dai binari locali della linea principale, avrebbe quindi proseguito sotto Sixth Avenue e Church Street, per poi girare su Worth Street e continuare sotto East Broadway. Infine, avrebbe attraversato l'East River per arrivare a Williamsburg, a Brooklyn.
Anche se la linea non è mai stata realizzata, rimangono alcune prove che dimostrano l'intenzione di costruirla:
- a sud della stazione di Canal Street, possono essere visti i "resti" di un bivio destinato al collegamento con la linea IND Worth Street;
- un grande spazio aperto sopra il livello binari della stazione di East Broadway, destinato ad ospitare una stazione con due binari.[12]

## Caratteristiche

### Infrastruttura
La linea Eighth Avenue è elettrificata a 600 volt a corrente continua e utilizza il cosiddetto scartamento normale, 1435 mm. È lunga 23 km e possiede, secondo la tratta, quattro o due binari; in particolare, possiede due binari nelle tratte 207th Street - 145th Street e World Trade Center - High Street e quattro nella tratta 145th Street - World Trade Center.

### Materiale rotabile
Il materiale rotabile attualmente utilizzato sulla linea risulta molto vario: si passa dalle vetture più vecchie del sistema metropolitano, gli R46, ai recenti R160.
| Modello | Anni produzione | Produttore                | Servizi |
| ------- | --------------- | ------------------------- | ------- |
| R46     | 1975 - 1978     | Pullman Company           |         |
| R68     | 1986 - 1988     | Westinghouse Electric     |         |
| R68A    | 1988 - 1989     | Kawasaki Heavy Industries |         |
| R160A   | 2005 - 2010     | Alstom                    |         |
| R160B   | 2005 - 2010     | Kawasaki Heavy Industries |         |

## Percorso
|  |  | Unknown route-map component "d" | Unknown route-map component "uKDSTa" |

|  | Unknown route-map component "d" | Unknown route-map component "uhCONTg" | Unknown route-map component "uSPLa" |

|  | Unknown route-map component "cd" + Unknown route-map component "utKACCa" | Unknown route-map component "uhABZgl" | Unknown route-map component "c" + Unknown route-map component "uvSTR-" + Unknown route-map component "MSTRq" + Unknown route-map component "lhSTReq" + Unknown route-map component "ucSTRq" + Unknown route-map component "dPORTALf" | + Unknown route-map component "uSTRr" |

| Unknown route-map component "d" | Unknown route-map component "cd" + Urban tunnel straight track + Unknown route-map component "utSTRc2" | Unknown route-map component "cd" + Unknown route-map component "uhHST" | Unknown route-map component "utSHI3r" |

| Unknown route-map component "cd" + Unknown route-map component "utABZg+1" | Unknown route-map component "c" + Planned waterway + Unknown route-map component "lhLSTR" |  |

| Urban tunnel stop on track |

| Urban tunnel stop on track |

| Urban tunnel stop on track |

| Unknown route-map component "utHSTACC" |

| Unknown route-map component "utABZg+l" | Unknown route-map component "utKDSTeq" |

| Urban tunnel straight track |

| Unknown route-map component "utSTR+tc2" | Unknown route-map component "utLSTR3" |

| Unknown route-map component "utSTRc2" | Unknown route-map component "utKRZ3+1to" | Unknown route-map component "utSTRc4" |  |

| Unknown route-map component "utHST+1" + Unknown route-map component "HUBaq" | Unknown route-map component "utACC" + Unknown route-map component "utSTRc4" + Unknown route-map component "HUBeq" |  |  |

| Unknown route-map component "utLSTR" | Urban tunnel stop on track |  |  |

| Urban tunnel stop on track |

| Unknown route-map component "d" + Urban tunnel straight track | Unknown route-map component "utSTR+l" | Unknown route-map component "utdCONTfq" |

| Unknown route-map component "utvBHF" | Unknown route-map component "d" |

| Unknown route-map component "utvSHI2g+l-" | Unknown route-map component "d" |

| Urban tunnel stop on track |

| Unknown route-map component "utACC" |

| Urban tunnel stop on track |

| Unknown route-map component "utLSTR" | Urban tunnel stop on track |  |  |

| Unknown route-map component "utABZg+l" | Unknown route-map component "utKRZto" | Unknown route-map component "utCONTfq" |  |

| Unknown route-map component "utLSTR" | Urban tunnel stop on track |  |  |

| Urban tunnel stop on track |

| Urban tunnel stop on track |

| Urban tunnel stop on track |

| Unknown route-map component "utLSTR2" | Urban tunnel stop on track + Unknown route-map component "utSTRc3" |  |  |

| Unknown route-map component "utSTRc1" | Unknown route-map component "utKRZ2+4tu" | Unknown route-map component "utSTRc3" |  |

| Unknown route-map component "utSTR+tc1" | Unknown route-map component "utSTR+4" |

| Unknown route-map component "utACC" + Unknown route-map component "HUBaq" | Unknown route-map component "utHSTACC" + Unknown route-map component "HUBeq" |

| Urban tunnel straight track | Unknown route-map component "utCONTf@F" |

| Unknown route-map component "utABZgl" | Unknown route-map component "utLSTR+r" |

| Unknown route-map component "d" + Urban tunnel straight track | Unknown route-map component "utSTR+l" | Unknown route-map component "utdCONTfq" |

| Unknown route-map component "utvHST" | Unknown route-map component "d" |

| Unknown route-map component "uextv-STR" + Unknown route-map component "utvSHI2g+l-" | Unknown route-map component "d" |

| Unknown route-map component "utdACC" + Unknown route-map component "lvACC-" | Unknown route-map component "uextdSTR" + Unknown route-map component "uexldHST" + Unknown route-map component "dNULf" | Unknown route-map component "d" |

| Unknown route-map component "uetvSHI2g+l-" | Unknown route-map component "d" |

| Unknown route-map component "utACC" |

| Urban tunnel stop on track |

| Unknown route-map component "utENDEaq" | Unknown route-map component "utTHSTACCto" | Unknown route-map component "utCONTfq" |  |

| Urban tunnel straight track + Unknown route-map component "utSTRc2" | Unknown route-map component "utLSTR3" |

| Unknown route-map component "utSTRc2" | Urban tunnel straight track + Unknown route-map component "lMKRZ3+1u" + Unknown route-map component "utSTR3+1" | Unknown route-map component "utSTRc4" |  |

| Unknown route-map component "utLSTR+1" | Unknown route-map component "c" + Unknown route-map component "utSTRc4" | Unknown route-map component "utdSTR" | Unknown route-map component "utv-LSHI2r" | Unknown route-map component "+c" |

| Unknown route-map component "utvSTR" + Unknown route-map component "lvACC-" + Unknown route-map component "lv-ACC" | Unknown route-map component "d" |

| Unknown route-map component "utvÜST" | Unknown route-map component "d" |

| Unknown route-map component "d" + Urban tunnel straight track | Unknown route-map component "utSTRl" | Unknown route-map component "utdCONTfq" |

| Urban tunnel stop on track |

| Urban tunnel station on track |

| Unknown route-map component "utvSHI2gl-" | Unknown route-map component "d" |

| Unknown route-map component "utLSTR" | Unknown route-map component "c" | Unknown route-map component "utvSTR" + Unknown route-map component "ulvBHF@G-" + Unknown route-map component "lv-ACC@F" | Unknown route-map component "+cd" |

| Unknown route-map component "utABZgl" + Unknown route-map component "MSTRc3~L" + Unknown route-map component "utCONTf@F" | Unknown route-map component "utKRZto" | Unknown route-map component "utSTR+r" |  |

| Unknown route-map component "utCONTgq" | Unknown route-map component "utKRZtu" | Unknown route-map component "utKRZtu" | Unknown route-map component "utCONTfq" |

| Unknown route-map component "utCONTgq" | Unknown route-map component "utKRZtu" + Unknown route-map component "HUBrg-R" | Unknown route-map component "utTHSTACCtu" + Unknown route-map component "HUBlg-L" | Unknown route-map component "utCONTfq" |

| Unknown route-map component "utCONTgq" | Unknown route-map component "utTHSTACCtu" + Unknown route-map component "HUBlf-R" | Unknown route-map component "utKRZtu" + Unknown route-map component "HUBrf-L" | Unknown route-map component "utCONTfq" |

| Unknown route-map component "utCONTgq" | Unknown route-map component "utKRZto" | Unknown route-map component "utSTRr" |  |

| Unknown route-map component "utKRZW" |

| Urban tunnel stop on track |

| Unknown route-map component "utCONTf" |